# Progriess
Progriess – osiedle typu miejskiego w Rosji, w obwodzie amurskim. W 2010 roku liczyło 11 156 mieszkańców.